# Arrêt Laffitte
L'arrêt Laffitte est un des grands arrêts de la jurisprudence administrative, rendu par le Conseil d'État le 1er mai 1822. Il a permis à la juridiction administrative de définir les actes de gouvernement à partir de la théorie du mobile politique. Le juge administratif soutient en effet qu'il ne lui appartient pas de contrôler des actes dus à l'action politique du gouvernement.

## Jurisprudence
Le Conseil d’État construit, dans les années 1820, sa jurisprudence. Les juges administratifs sont confrontés à un contentieux dans lequel la décision de l'administration était liée à un mobile politique. Ils décident que dès lors qu'un acte est lié à un motif politique, alors il n'est pas compétent pour apprécier la légalité de l'acte.

## Postérité
L'arrêt Laffitte fera l'objet de nuances et d'ajouts au fil des décennies. L'arrêt Prince Napoléon actera l'abandon du mobile politique comme critère de l'acte de gouvernement. L'arrêt Rubin de Servens a permis de préciser le statut d'acte de gouvernement des actes signés par le président de la République en application de l'article 16 de la Constitution.
La jurisprudence Laffitte a également influencé la jurisprudence du Conseil d'État du Luxembourg.